# Meta Fuglsang
Meta Fuglsang (født 23. juli 1960 i Svebølle) er en dansk advokat, nuværende Borgerrådgiver i Slagelse Kommune, clairvoyant og politiker, der er tidligere næstformand for SF og af flere omgange midlertidigt medlem af Folketinget for partiet, senest fra 17. januar 2012, hvor hun vikarierede for Astrid Krag under dennes barsel.
Meta Fuglsang er opvokset i Vestsjælland. Hun blev uddannet lærer fra Vordingborg Seminarium 1990 og arbejdede som lærer i Vordingborg indtil 1998. Hun blev jurist fra Københavns Universitet 1994. Fra 1998 har hun arbejdet som advokatfuldmægtig og senere som advokat med møderet for landsretten. Hun var selvstændig advokat i 2003 til 2007 og 2008-2010 hos Ret & Råd i Glostrup.
Meta Fuglsang var fra 1994 til 2003 byrådsmedlem i Vordingborg Kommune og socialudvalgsformand 1998-2001. Hun var ved folketingsvalget 2007 opstillet i Vordingborgkredsen, men er fra 2008 Kalundborgkredsens kandidat. Siden 2. februar 2009 har hun været midlertidigt medlem af Folketinget som stedfortræder under Astrid Krag Kristensens barselsorlov, hvor hun midlertidigt fungerede som SF’s integrationsordfører. 
I 2005 var hun kandidat ved formandsvalget i SF, men blev ved urafstemning slået af Pia Olsen Dyhr og Villy Søvndal, hvor sidstnævnte vandt med 60 procent af stemmerne. 
I september 2011 blev hun valgt til SF's næstformand, idet Thor Möger Pedersen som følge af sin udnævnelse som minister fratrådte.
I juli 2014 "sprang hun ud" som clairvoyant.